# Вая (місто)
Вая (угор. Vaja) — місто в медьє Саболч-Сатмар-Береґ в Угорщині.

## Історія
Перша згадка відноситься до 1272 року. З 1970 року має статус селища, з 2009 року — статус міста.

## Населення
Місто займає площу 28,61 км², проживає 3570 осіб (за даними 2010 року). За даними 2001 року, 96 % жителів міста — угорці, 4 % — роми.

## Розташування
Місто розташоване приблизно за 33 км на сході від міста Ньїредьгаза. У місті є залізнична станція. Через місто проходить автодорога 49.

## Пам'ятки
- Замок (нині — музей);
- Церква XV століття.